# Audrey Chapman

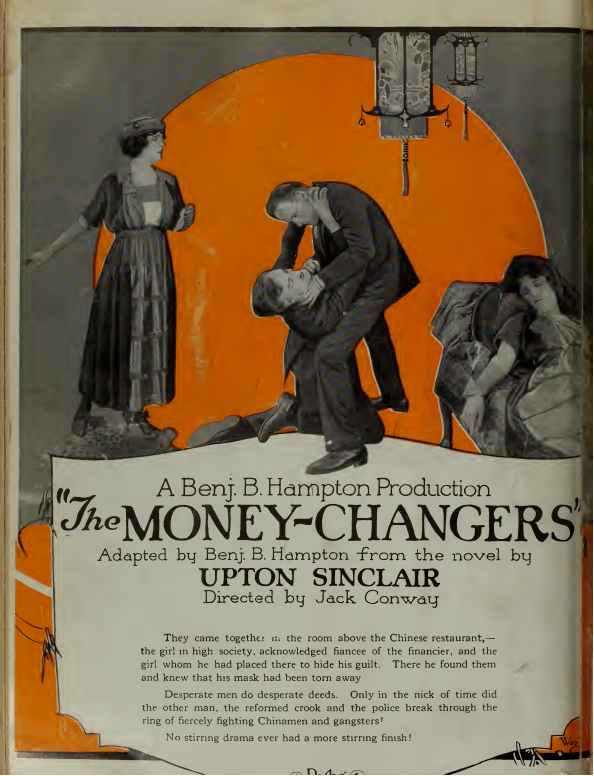
The Money-Changers de Jack Conway, 1920

Audrey Chapman (2 de marzo de 1899-10 de agosto de 1993) fue una actriz que trabajó durante la era de cine mudo, nació en Filadelfia, Pensilvania.
Chapman era sobrina de Hampton Del Ruth y Roy Del Ruth, y hija de Edward A. Bigley. Chapman fue educada en Filadelfia y en Los Ángeles, California. Donde pasó de terminar la escuela para trabajar directamente al cine. En The Money Changers (1920), Chapman interpretó a Mary Holmes para una portada de Photoplay escrito por Upton Sinclair. Mientras estaba en el teatro haciendo una obra en Nueva York. Chapman se puso más de 22 vestidos en total, que iban desde un camisón con vapor y vestidos elaborados con adornos con piel.
Entre 1918 y 1923, Chapman ya había aparecido en más de 10 películas en el cine en su breve carrera en Hollywood. Otras películas en las que Chapaman actuó incluyen Her Country First (1918), Daddy-Long-Legs protagonizado por Mary Pickford, Black Sheep (1921), y Golden Dreams (1922).
El 14 de octubre de 1922, Chapman se casó con Richard Evan Roberts en Los Ángeles.
Chapman murió en Riverside, California en 1993.